# Esperluette
Pour les articles homonymes, voir Éperluette.
Pour le disque d'Ayumi Hamasaki, voir & (album d'Ayumi Hamasaki).
Pour le disque de Julien Doré, voir & (album).
L’esperluette ou esperluète (nom féminin), également appelée éperluette, perluette, perluète, « et » commercial ou  « et » américain — en anglais : ampersand —, désigne le logogramme &. Elle résulte de la ligature des lettres de la conjonction de coordination « et » et possède la même signification.
Son inventeur serait Tiron, secrétaire de Cicéron, également auteur de la première méthode de sténographie décrite, les notes tironiennes, mais on ne retrouve ce signe typographique dans aucun de ses manuscrits. On cite aussi Alde Manuce, un imprimeur-libraire installé à Venise qui, outre cette création, a révolutionné l’imprimerie par le format qu’il a donné à ses livres, en particulier l’in-octavo, plus petit, moins cher et plus maniable que les in-quarto ou in-folio.

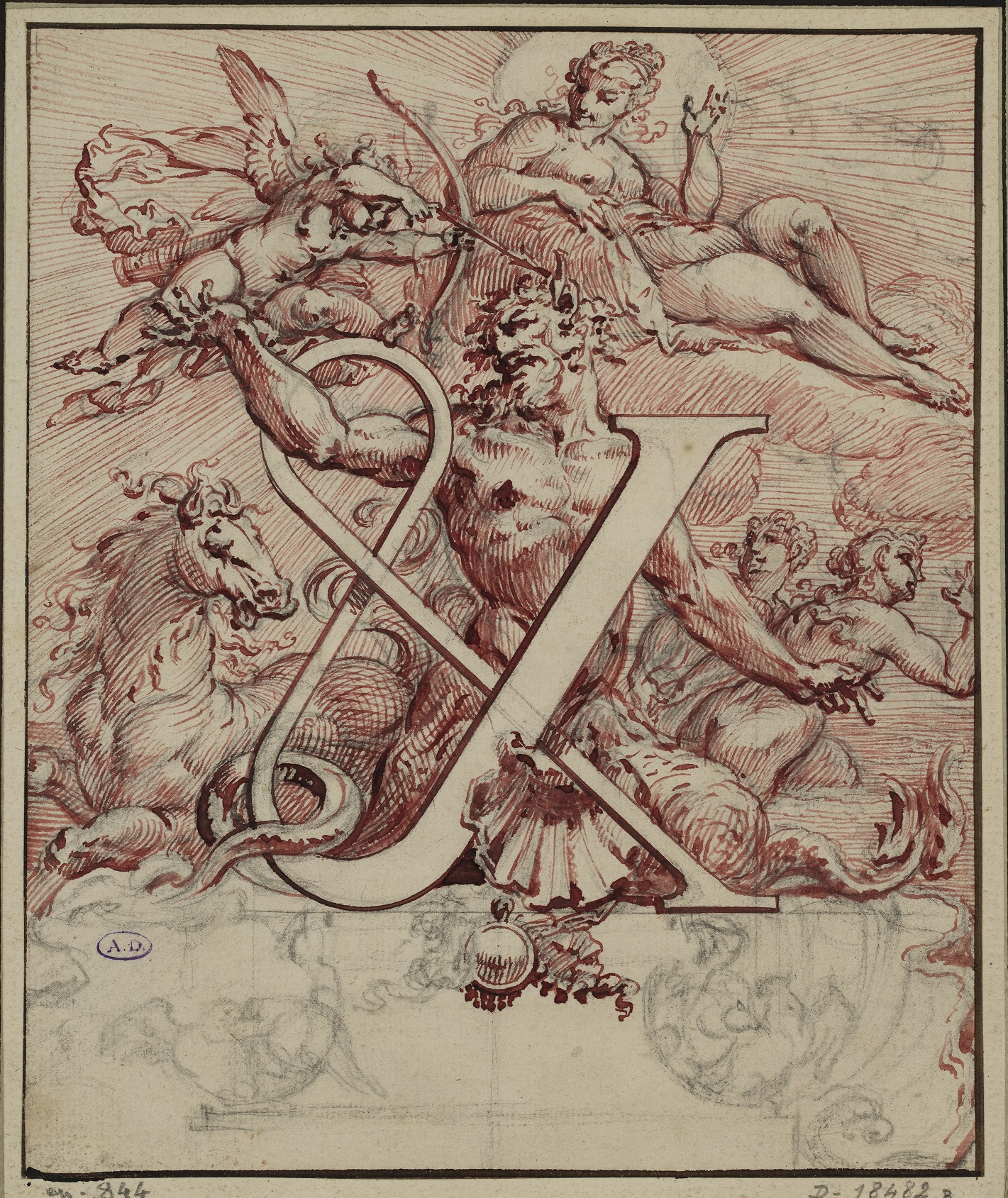
Gilles-Marie Oppenord, esperluette accompagnée d’un triton, milieu du XVIIIe siècle.

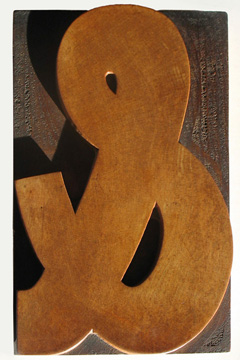
Esperluette sur un caractère typographique (d’où la graphie inversée) en bois de 21 cm de haut.

## Utilisation historique

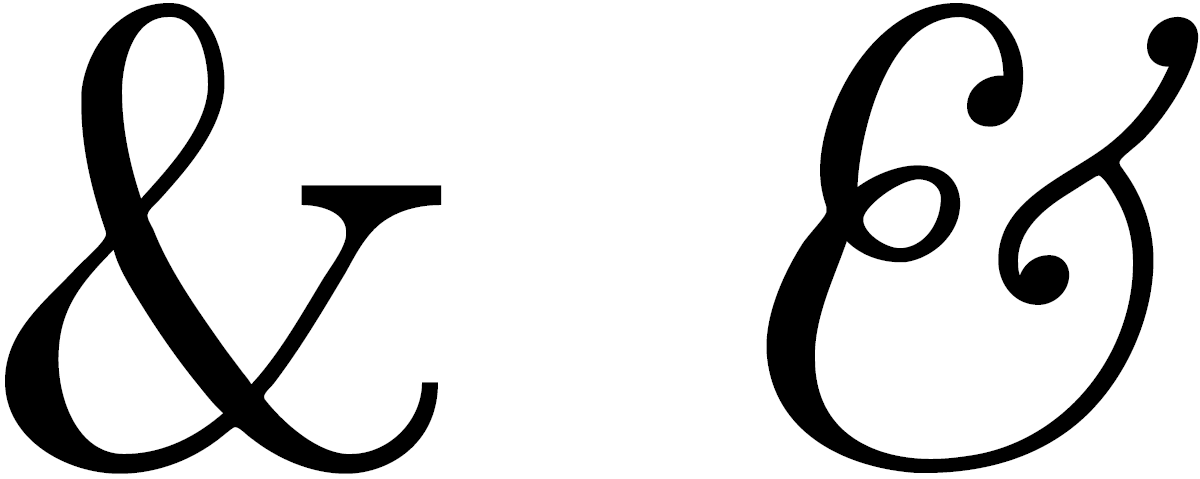
Esperluettes droite et italique.

L’esperluette résulte de la ligature du e et du t, héritée de l'époque mérovingienne. À l’origine, cette graphie ligaturée était plus ou moins systématiquement utilisée par les copistes médiévaux, qui utilisaient de nombreuses autres abréviations. En l’occurrence, on trouve l’esperluette fréquemment employée pour les termes et (&), etc. (&c.). Alors que le plus souvent, dans les manuscrits européens, seuls ces deux termes étaient abrégés à l'aide de &, les scribes anglais s’en servaient aussi pour n’importe quelle séquence -et- : deberet pouvait être écrit deber&. On trouve cependant aussi de telles graphies en Europe : fazet, dans les Serments de Strasbourg, est écrit faz&.

Certaines polices, comme la police d'écriture Trebuchet, permettent de voir la ligature entre le E et le t.

Utilisée jusqu’au quatrième dictionnaire de l’Académie française de 1762, l’esperluette n’est plus utilisée dès le cinquième de 1798.
Présente dans les alphabets écrits à la fin du Moyen Âge, l’esperluette aurait été la 27e lettre de l'alphabet français. Ce n'est qu'au XIXe siècle que l'esperluette disparaît des abécédaires.

## Étymologie
Il suffit de lire ce mot comme si on lisait de l'occitan pour que le sens apparaisse immédiatement : es-per-lou-et signifie en français : C’est pour le « et », indiquant que le caractère & est mis pour le mot « et ».

Évolution de l’esperluette au cours de l’histoire de l'écriture.

L’étymologie du mot anglais ampersand rappelle celle de l'occitan. Ampersand est mis pour an - per se - and, c'est-à-dire : An « and » per se (litt. « Un « et » à lui tout seul »).
Cette formulation est devenue ampersand à la suite de deux changements phonologiques : une assimilation, transformant classiquement la suite de phonèmes consonantiques [np] en [mp] plus faciles à prononcer, ainsi qu'une élision du [e] devant la voyelle [æ].
On trouve aussi des explications étymologiques anciennes :
- selon le Trésor de la langue française, le &, dernière lettre de l’alphabet, était appelé ète, et les enfants apprenaient à l’école élémentaire à réciter l’alphabet en ajoutant après « Z » les mots latins « et, per se, et » (« et, en soi, ‘et’ »), prononcés « ète-per sé-ète », qui se serait transformé en « et, per lui, ète », plus accessible aux enfants comme moyen mnémotechnique. L’appellation du caractère « & » aurait découlé de cette habitude sous la forme de perluète ou esperluette ;
- le Robert historique de la langue française, dans son édition de 1992, possède deux articles (« Esperluette » dans les E et « Perluète ou Esperluette, Esperluète » dans les P) qui se contredisent : 
  - le second article évoque l’origine mnémotechnique décrite ci-avant, ainsi que l’influence d'« épeler » et de « pirouette »,
  - l’autre fait venir esperluette du latin perna, « jambe, cuisse, jambonneau », par l’intermédiaire de pernula qui a donné « perle, perlette ». Le nom du signe viendrait alors de sa forme et non de son sens.

## Utilisation contemporaine

Logo de France Télécom de 2000 à 2006.

L’esperluette est l'un des rares caractères à avoir le même sens dans de nombreuses langues. Elle est d'un usage courant en anglais, sous le nom d’ampersand. En français, elle est moins utilisée et même rejetée dans la langue littéraire. Néanmoins, elle est parfois utilisée dans certains ouvrages, dans l’italique. Son utilisation en français est essentiellement circonscrite à un usage commercial et publicitaire, pour les raisons sociales. L’esperluette est ainsi parfois appelée « et commercial ». Elle est classiquement utilisée dans l'abréviation « M. & Mme » (c'est-à-dire « Monsieur et Madame »).
L'esperluette était utilisée comme logo par l'entreprise France Télécom jusqu'en février 2013, juste avant le passage sous le nom Orange.

### En informatique
Dans les applications de SGML et XML, par exemple HTML et XHTML, l’esperluette est un caractère d'échappement, qui peut être représenté avec l’échappement, ou entité de caractère, « &amp; ».
Sous un système Unix, placée en fin de ligne d’un interpréteur de commandes, elle indique que l’on souhaite exécuter une commande (par exemple un programme) en arrière-plan, c'est-à-dire de façon asynchrone dans un sous-interpréteur. Lorsque l'esperluette est doublée (&&) entre deux commandes, elle indique qu'il ne convient d'exécuter la seconde que si la première renvoie un code de succès, ce qui équivaut à effectuer un ET logique.
Dans les langages de programmation, « & » est aussi :
- un opérateur unaire qui renvoie l’adresse mémoire d’une variable lorsqu’il précède cette variable, un opérateur de référence lorsqu’il suit un type (avec une syntaxe inspirée de C) ;
- en PHP, il permet aussi de passer une variable par référence, en opposition à un passage par valeur ;
- l'opérateur « et » logique, &, aussi appelé « COM » pour Commun,[réf. nécessaire] qui représente la conjonction et réalise la fonction ET de deux valeurs A et B, soit en les considérant comme variables logiques (ou « booléens ») ayant la valeur « vrai » ou « faux », soit en effectuant cette opération bit-à-bit, c'est-à-dire en considérant les deux valeurs écrites en binaire et en appliquant l’opérateur « et » à chaque paire de bits correspondants dans les deux valeurs. Pour l'opération logique (non binaire), l'usage du symbole dédoublé « && » est fréquent. L'évaluation peut alors être faite en « court-circuit » (short-circuit evaluation en anglais[8],[9]), sans évaluer l'expression B si la valeur de A est « faux », puisqu'il suffit que l'un des deux soit faux pour que A && B soit faux ;
- en Visual Basic et en VHDL, un opérateur de concaténation quand il est placé entre deux chaînes de caractères ;
- dans les URL, « & » sert de liant entre chaque valeur et paramètre de la syntaxe d'une adresse URL. Exemple : http://www.google.fr/webhp?hl=fr&tab=wi. Ce caractère n'est donc pas autorisé dans la chaîne de requête d'une URL lorsqu'il n'a pas de signification et doit obligatoirement être encodé sous la forme « %26 », selon l'encodage-pourcent.

| Nom Unicode       | Glyphe | Unicode                   | Entité HTML |
| ----------------- | ------ | ------------------------- | ----------- |
| Perluète          | Oo&Oo  | U+0026                    | &amp;       |
| Perluète culbutée | Oo⅋Oo  | U+214B (Symboles lettrés) |             |

En logique linéaire, la conjonction additive est représentée par une esperluette et la disjonction multiplicative est représentée par une esperluette culbutée appelée « par » .